# Roger Larsson
Karl Roger Larsson, född 25 februari 1935 i Bygdeå församling i Robertsfors kommun, Västerbottens län, död 19 juni 2024 i Uppsala, var en svensk evangelist, författare och grundare av Evangelistfonden.

## Biografi
Larsson ämnade först bli målare och tog examen i Jönköping 1953. Han gick bibelskola inom Pingströrelsen i Smyrnaförsamlingen i Göteborg där han gick ut 1955 och samma år blev evangelist i Smyrnaförsamlingen i Ljungskile. År 1956 övergick han till Frälsningsarmén och avgav soldatlöften i Uddevalla. Han var senare verksam inom Frälsningsarmén och Svenska kyrkan i Västerbotten.
Roger Larsson verkade som riksevangelist i 35 år och höll mötesserier såväl i Sverige som i övriga Norden och i Baltikum. Han har haft väckelsekampanj med den världskände evangelisten Benny Hinn. Larsson har medverkat i SVT, men framförallt i kristna TV-kanalen Kanal 10. 2007 grundade han Evangelistfonden för att inspirera unga evangelister.
Han var sedan 1960 gift med Karin Larsson (född 1937).